# Semelpariteit en iteropariteit
Semelpariteit en iteropariteit zijn begrippen uit de ecologie die de voortplantingsstrategie van een organisme beschrijven. Een semelpare soort (van het Latijnse semel, enkel) plant zich slechts eenmaal in het leven voort, een iteropaar (van het Latijnse iterum, herhaald) plant zich vaker voort. Dit verschil heeft grote gevolgen voor de levenscyclus van het individu. In de plantkunde gebruikt men vaak de overeenkomstige begrippen monocarpie en polycarpie.
Een voorbeeld van een iteropaar organisme is de mens, aangezien deze zich gedurende het leven vele malen kan voortplanten. Andere voorbeelden zijn de meeste andere zoogdieren, vogels en de meeste reptielen en amfibieën. Ook veel vissen zijn iteropaar.
Er zijn echter uitzonderingen, een bekend voorbeeld van een semelpare vis is de zalm. Deze vis plant zich slechts eenmaal voort om daarna te sterven. Ook veel geleedpotigen zijn semelpaar, zoals insecten en spinnen. Ook hier zijn weer uitzonderingen, zoals kolonievormende soorten als mieren en termieten. Eenjarige planten zijn eveneens semelpaar. Bij zoogdieren is semelpariteit zeldzaam. Er zijn slechts vier genera (Antechinus, Phascogale, Dasykaluta en Parantechinus), allen insectenetende buideldieren, waarbij de mannetjes zich één keer (promiscue) voortplanten en daarna sterven.